# Ardennes Offensive
Decisive Battles of WWII: Ardennes Offensive est un jeu vidéo de type wargame développé par Strategic Studies Group et publié par Strategic Simulations en 1997 sur PC. Le jeu simule la bataille des Ardennes qui oppose les Allemands et les Américains pendant la Seconde Guerre mondiale.

## Système de jeu
Ardennes Offensive est un wargame qui simule, au niveau opérationnel, la bataille des Ardennes qui oppose les Allemands et les Américains pendant la Seconde Guerre mondiale. Le jeu se déroule sur une carte, représentant la Belgique et l’ouest de l’Allemagne et divisée en cases hexagonales. Sur celle-ci, les joueurs contrôlent des unités de l’échelle d’un régiment ou d’un bataillon. Ces unités peuvent être représentées par leurs symboles OTAN, par leurs insignes ou par leur silhouette, en fonction de l’option choisie par le joueur. Les différentes caractéristiques des unités, comme la puissance de feu (en attaque et en défense) ou la capacité de mouvement, ne sont pas directement affichés sur les unités. Celles-ci s’affichent en revanche en bas de l’écran lorsque le joueur sélectionne une unité. 
Le jeu se déroule au tour par tour. Chaque tour représente une demi-journée, sans tour correspondant à la nuit. Le début d’un tour est consacré à la gestion de l’approvisionnement des unités, le joueur ayant la possibilité de déplacer ses unités de ravitaillement pour corriger la situation en vue des tours suivants. Le joueur ne gère cependant pas l’approvisionnement unité par unité. En fonction du scénario et des options choisies, l’ordinateur définit en effet le pourcentage de ravitaillement disponible pour le tour, qui permet ensuite au joueur de déplacer ses unités au maximum de leurs capacités, ou de manière limité. Le joueur ne peut ainsi pas choisir d’affecter plus de ravitaillement à une unité, au détriment des autres. À chaque tour, chaque camp se voit attribuer des points qui permettent de remplacer les unités, d’infanterie ou mécanisée, perdues au combat. Que ce soit pour le ravitaillement ou le remplacement, les Allemands sont initialement avantagés par rapport aux Alliés, qui gagnent cependant l’ascendant dans la deuxième moitié de la bataille. Les mouvements et les combats se déroulent ensuite dans n’importe quel ordre. Les unités peuvent ainsi alterner déplacement et attaque, dans la limite des points de mouvement dont elles disposent. Pour combattre, une unité doit être adjacente à un ennemi. Le joueur peut alors choisir entre deux types d’attaques. La première permet de n’attaquer qu’avec l’unité sélectionnée, alors que la seconde fait intervenir toutes les unités adjacentes à la cible ainsi que les unités d’artillerie a portée et un éventuel soutien aérien, si les conditions météorologiques le permettent.
Outre leurs unités standard, les Allemands disposent notamment, au cours des premiers jours de la bataille, des commandos de Otto Skorzeny de l'opération Greif, constitués de soldats déguisés en américains. Avec ces derniers, ils peuvent notamment perturber les communications ennemies et le trafic routier, et ainsi limité l’avancée des renforts vers la ligne de front. De leur côté, les Alliés peuvent compter sur leur aviation qui permet d’obtenir des résultats similaires, si les conditions météorologiques le permettent.

## Accueil
| Ardennes Offensive    |      |       |
| Média                 | Nat. | Notes |
| Computer Gaming World | US   | 4/5   |
| Cyber Stratège        | FR   | 3,5/5 |
| GameSpot              | US   | 68 %  |
| Gen4                  | FR   | 2/5   |
| PC Gamer UK           | GB   | 58 %  |